# Dampiera juncea
Dampiera juncea är en tvåhjärtbladig växtart som beskrevs av George Bentham. Dampiera juncea ingår i släktet Dampiera, och familjen Goodeniaceae. Inga underarter finns listade i Catalogue of Life.